# Prix Barry
Le prix Barry est un prix littéraire policier décerné chaque année depuis 1997 par les éditeurs de Deadly Pleasures, une publication trimestrielle américaine. De 2007 à 2009, le prix a été présenté conjointement avec la publication Mystery News. 
Le prix porte le nom de Barry Gardner, un critique littéraire américain.

## Catégories
Il existe ou ont existé plusieurs prix :
- Prix du meilleur roman
- Prix du meilleur premier roman
- Prix du meilleur livre de poche original
- Prix du meilleur roman policier britannique
- Prix du meilleur thriller
- Prix de la meilleure nouvelle